# Łąki w Sławkowie
Łąki w Sławkowie (kod PLH240043) – specjalny obszar ochrony siedlisk sieci Natura 2000, zlokalizowany na terenie województwa śląskiego. Obszar obejmuje powierzchnię 50,97 ha
Teren składający się z czterech powiązanych ze sobą enklaw wyznaczony został w celu długotrwałego zabezpieczenia naturalnych siedlisk życia, populacji zagrożonych wymarciem roślin (lipiennik Loesela Liparis loeselii) oraz populacji zagrożonych wymarciem gatunków zwierząt (z wyłączeniem ptaków) takich jak: modraszek nausitous Maculinea (Phengaris) nausithous oraz modraszek telejus Maculinea (Phengaris) teleius.

## Siedliska pod ochroną
- zmiennowilgotne łąki trzęślicowe (Molinion)
- górskie i nizinne torfowiska zasadowe o charakterze młak, turzycowisk i mechowisk[1]